# Sart-à-Rèves
Sart-à-Rèves is een gehucht in de Belgische provincie Henegouwen, horend bij Rèves wat tot eind 1976 een zelfstandige gemeente was, en sinds 1977 een deelgemeente van de Waalse gemeente Les Bons Villers.
In Sart-à-Rèves bevindt zich de Sint-Remigiuskapel (Oratoire Saint-Rémy). Dit is een klein open kapelletje dat een vroegere aan Sint-Remigius gewijde kapel vervangt. Het werd gebouwd in 1982 en is de eerste zondag van oktober het doel van een bedevaart.

## Nabijgelegen kernen
Rèves, Buzet, Houtain-le-Val